# Суботичка бискупија
Суботичка бискупија је римокатоличка бискупија у Бачкој, Војводини, Србији. Седиште бискупије је у граду Суботици. Столна црква је црква Свете Терезије Авилске. Према попису становништва из 2002. године, Суботичка бискупија има око 305.000 верника, 116 жупа, 80 свештеника и 5 ђакона. Тренутни бискуп је Ференц Фазекаш. Светац заштитник бискупије је Свети Павле.

## Историја
Историја Суботичке бискупије је уско повезана са развојем католицизма на територији данашње Бачке. Суботичка бискупија своје корене има у средњовековној Бачкој набискупији коју је основао угарски краљ Ладислав око 1090. године. Седиште ове надбискупије је било у граду Бачу. 1135. године уједињене су Бачка и Калочка надбискупија (добила име по граду Калочи). Тиме је настала Калочко-бачка надбискупија. Надбискупи ове надбискупије столују наизменично у Бачу и Калочи. Оба града су имала своју катедралу. У средњем веку већину католичких верника Калочко-бачке надбискупије су чинили Мађари.
За време управе османског царства, део надбискупије који се налазио ван османлијских граница је бележио развој, све до Мохачке битке, 1526. године. Са доласком османлија, долази до уништавања самостана и свих католичких споменика, а католичко становништво се углавном исељава са ових простора. Након потпуног избацивања Османлија од стране Хабзбурга са подручја ове надбискупије, обнову бележи само калочки део. Бачки део се слабије опоравља, с обзиром да је углавном био насељен православним српским становништвом, а мањим делом католичким буњевачким и шокачким становништвом. До доласка Буњеваца у Бачку, било је мало католичких верника међу локалним становништвом. Касније, подручје бачког дела Калочко-бачке надбискупије насељавају и Немци и Словаци.
Године 1918. подручје некадашње Калочко-бачке надбискупије подељено је између Мађарске и Краљевине Срба, Хрвата и Словенаца. Будући да је надбискупија била подељена државним границама, седиште се из Калоче 1923. године сели у Суботицу. Тада се формира црквена јединица под именом Бачка апостолска администратура, која је била под директном управом Свете столице. На челу администратуре је био жупник цркве Свете Терезије Авилске Лајчо Будановић. Он је од 1923. године до 1. маја 1927. године био апостолски администратор. Након тога је устоличен за бискупа. Од тада до Другог светског рата, подигнуто је много нових цркава и подигнуто је семениште Паулинум.
За време Другог светског рата, Бачка апостолска администратура се поново административно потчињава Калочкој надбискупији. Истовремено, Бачка апостолска администратура је изгубила трећину верника. Многе цркве су остале без верника и свештеника. Бискуп Будановић већи део рата проводи у затвору. 1956. године Матија Звекановић бива именован за помоћног бискупа. 16. фебруара 1958. бискуп Лајчо Будановић умире и помоћни бискуп Звекановић постаје бискуп. За време бискупа Звекановића, битни догађаји су били реконструкција семеништа Паулинум, изградња свештеничког дома Јозефинум и уређење острва светог Јурја за одмор свештеника. 25. јануара 1968. године папа Павле VI на територији Бачке апостолске администратуре установљава Суботичку бискупију, а Матија Звекановић постаје први суботички бискуп. Он је био бискуп све до 16. маја 1989. године. Тада, папа Јован Павле II за новог бискупа поставља Ивана Пензеша (мађ. János Pénzes). Матија Звекановић умире 24. априла 1991. године. Након умировљења бискупа Пензеша, 8. септембра 2020. године је за суботичког бискупа постављен генерални викар бискупије Славко Вечерин.

## Подела бискупије
Суботичка бискупија се дели на 4 архипрезбитерата:

### Катедрални архипрезбитерат

#### Стари Град
- Црква Пресветог Срца Исусова - Доњи Таванкут
- Црква Пресветог Тројства - Мала Босна
- Црква Разлаза апостола - Суботица
- Црква Светог крижа - Суботица
- Црква Свете Марије - Суботица
- Црква Светог Петра апостола - Суботица
- Црква Светог Петра и Павла апостола - Бајмок
- Катедрала Свете Терезија Авилске - Суботица
- Црква Ускрснућа Исусова - Суботица

#### Доњи Град
- Црква Марије Мајке цркве - Суботица
- Црква Светог Јосипа радника - Ђурђин
- Црква Светог Јурја - Суботица
- Црква Светог Марка еванђелисте - Жедник
- Црква Светог Рока - Суботица
- Црква Узнесења Блажене Девице Марије - Биково

#### Нови Град
- Црква Блажене Девице Марије, краљице света - Палић
- Црква Исуса радника - Суботица
- Црква Пресветог срца Исусова - Бачки Виногради
- Црква Ивана крститеља - Хајдуково
- Црква Светог Ивана Непомука - Хоргош
- Црква Свете Катарине - Шупљак
- Црква Светих Петра и Павла апостола - Мале Пијаце

### Бачки архипрезбитерат

#### Бачки деканат
- Црква Безгрешног Зачећа блажене дјевице Марије - Бачка Паланка
- Црква Пресветог Тројства - Селенча
- Црква Свете Ане - Бачко Ново Село
- Црква Светог Фердинанда Бискупа - Бачки Обровац
- Црква Светог Фердинанда Бискупа - Обровац
- Црква Светог Ивана Крститеља - Младеново
- Црква Светог Ивана Непомука - Ратково
- Црква Светог Јакова апостола - Плавна
- Црква Светог Јосипа - Дероње
- Црква Светог Јурја - Вајска
- Црква Светог Карла Бормејског - Товаришево
- Црква Светог Мартина бискупа - Гајдобра
- Црква Светог Мартина бискупа - Каравуково
- Црква Светог Михаела арханђела - Оџаци
- Црква Светог Павла апостола - Бач
- Црква Узнесења Блажене Дјевице Марије - Челарево

#### Новосадски деканат
- Црква Духа Светог - Нови Сад
- Црква Имена Маријина - Нови Сад
- Црква Краљице свете крунице - Будисава
- Црква Краљице свете крунице - Лок
- Црква Пресветог Срца Исусова - Футог
- Црква Пресветог Срца Исусова - Мошорин
- Црква Снежне госпе - Жабаљ
- Црква Свете Елизабете - Нови Сад
- Црква Светог Михаела арханђела - Змајево
- Црква Светог Рока - Нови Сад
- Црква Свете Розалије - Темерин
- Црква Узнесења блажене Дјевице Марије - Тител

### Подунавски архипрезбитерат

#### Сомборски деканат
- Црква Свете Блажене Дјевице Марије - Телечка
- Црква Имена Блажене Дјевице Марије - Станишић
- Црква Краљице Свете Крунице - Крушевље
- Црква Похођења Блажене Дјевице Марије - Кљајићево
- Црква Пресветог Тројства - Сомбор
- Црква Рођења Блажене Дјевице Марије - Светозар Милетић
- Црква Светог Ивана Крститеља - Колут
- Црква Светог Мартина бискупа - Гаково
- Црква Светог Михаела арканђела - Бачки Брег
- Црква Светог Николе Тавелића - Сомбор
- Црква Светих Петра и Павла апостола - Бачки Моноштор
- Црква Светог Николе Тавелића - Сомбор
- Црква Светих Шимуна и Јуде апостола - Бездан
- Црква Светог Крижа - Сомбор
- Црква Свих Светих - Чонопља
- Црква Узашашћа Господина нашег Исуса Криста - Риђица

#### Апатински деканат
- Црква Пресветог Срца Исусова - Апатин
- Црква Свете Ане - Купусина
- Црква Светог Ивана Крститеља - Пригревица
- Црква Светог Ладислава Краља - Богојево
- Црква Светог Ловре мученика - Сонта
- Црква Светог Мирка - Дорослово
- Црква Светог Стјепана краља - Свилојево
- Црква Узнесења Блажене дјевице Марије - Апатин
- Црква Узнесења Светог крижа - Српски Милетић

#### Кулски деканат
- Црква Безгрешног зачећа Блажене дјевице Марије - Врбас
- Црква Имена Блажене дјевице Марије - Бачки Брестовац
- Црква Имена Маријина - Сивац
- Црква Пресветог Срца Исусова - Црвенка
- Црква Пресветог Срца Исусова - Савино Село
- Црква Светог Филипа и Јакова апостола - Бачки Грачац
- Црква Светог Јурја - Кула
- Црква Светог Стјепана краља - Крушчић
- Црква Свих Светих - Куцура
- Црква Узвишења Светог Крижа - Србобран

### Потиски архипрезбитерат

#### Бечејски деканат
- Црква Пресветог Тројства - Ада
- Црква Светог Антуна падованског - Бечеј
- Црква Светог Јуруја - Мол
- Црква Свете Маргарете - Бечеј
- Црква Светог Михаела арканђела - Бачко Градиште
- Црква Светог Мирка - Бачко Петрово Село
- Црква Свих Светих - Бачко Петрово Село
- Црква Узнесења Блажене дјевице Марије - Бечеј

#### Бачко-тополски деканат
- Црква Похођења Блажене Дјевице Марије - Бачка Топола
- Црква Рођења Светог Ивана Крститеља - Стара Моравица
- Црква Краљице Свете Крунице - Кеви
- Црква Краљице Свете Крунице - Торњош
- Црква Криста Спаситеља - Ново Орахово
- Црква Рођења Блажене Дјевице Марије - Гунарош
- Црква Свете Ане - Мали Иђош
- Црква Светог Антуна Падованског - Чантавир
- Црква Узнесења Блажене Дјевице Марије - Бајша
- Црква Узвишења Светог Крижа - Пачир

#### Кањишки деканат
- Црква Имена Блажене Дјевице Марије - Мартонош
- Црква Срца Маријина - Ором
- Црква Светог Јосипа - Црвено Село
- Црква Светог Михаела арханђела - Трешњевац

#### Сенћански деканат
- Црква Похођења Блажене Дјевице Марије - Адорјан
- Црква Пресветог Срца Исусова - Сента
- Црква Светих Анђела чувара - Кањижа
- Црква Светог Антуна Падованског - Сента
- Црква Светог Фрање Асишког - Сента
- Црква Светог Јосипа радника - Горњи Брег
- Црква Светог Павла апостола - Кањижа
- Црква Светог Стјепана краља - Сента
- Црква Свете Терезије детета од Исуса - Сента

## Службени језици у црквама суботичке бискупије

### Заступљеност језика у одржавању литургија
Језици на којима се одржавају литургије зависе од локалног становништва. У неким црквама постоји више националних заједница који говоре различитим језицима. У таквим црквама недељом се одржава по једна литургија на сваком језику локалног становништва. Великим празницима има једна литургија на којој је по један део обреда на једном од локалних језика.

### Језици на којима се одржавају литургије

#### Катедрални архипрезбитерат
| Језик/језици на којима се служе литурије | Број цркава |
| ---------------------------------------- | ----------- |
| Хрватски, мађарски                       | 13          |
| Мађарски                                 | 4           |
| Хрватски                                 | 2           |
| Хрватски, мађарски, немачки              | 1           |
| Непознато                                | 1           |

#### Бачки архипрезбитерат
| Језик/језици на којима се служе литурије | Број цркава |
| ---------------------------------------- | ----------- |
| Хрватски                                 | 8           |
| Хрватски, мађарски                       | 5           |
| Мађарски                                 | 4           |
| Хрватски, мађарски, немачки              | 3           |
| Непознато                                | 4           |
| Хрватски, мађарски, словачки             | 1           |
| Словачки                                 | 1           |
| Хрватски, немачки                        | 1           |

#### Подунавски архипрезбитерат
| Језик/језици на којима се служе литурије | Број цркава |
| ---------------------------------------- | ----------- |
| Хрватски                                 | 8           |
| Хрватски, мађарски                       | 8           |
| Мађарски                                 | 8           |
| Хрватски, мађарски, немачки              | 7           |
| Хрватски, немачки                        | 5           |
| Непознато                                | 1           |

#### Потиски архипрезбитерат
| Језик/језици на којима се служе литурије | Број цркава |
| ---------------------------------------- | ----------- |
| Мађарски                                 | 29          |
| Непознато                                | 2           |
| Хрватски                                 | 1           |